# NK Radnički Županja
NK Radnički je nogometni klub iz Županje. Boje kluba su bijela i nebesko plava. U sklopu kluba djeluje 6 selekcija: predlimači,limači, mlađi pioniri, stariji pioniri, juniori i seniori.
U sezoni 2020./21. se natječe u MŽNL Osijek – Vinkovci.

## Povijest
Klub je osnovan 1948. godine, kao drugi županjski klub, u okviru novoizgrađene šećerane, te je nazvan NK Šećeraš Županja. 1950. godine se uključuje u natjecanje osječkog nogometnog podsaveza. Kasnije se natječe pod imenom NK Radnički Županja, a to ime nosi do 1998. godine, kada se gasi. Samo godinu dana kasnije (1999. godine), klub obnavlja rad pod novim imenom RNK Sladorana Županja.
Do sezone 2014./15., klub se natjecao u 1. ŽNL Vukovarsko-srijemskoj, kada ispada u 2. ŽNL Vukovarsko-srijemsku NS Županja. Odmah sljedeće sezone se vraćaju u 1. ŽNL.
Godine 2018., na svečanoj skupštini povodom 70 godina postojanja kluba, klub vraća ime NK Radnički koje je najviše godine postojalo u klubu i za vrijeme kojeg je klub nizao najbolje rezultate u svojoj povijesti.[nedostaje izvor]

## Vanjske poveznice
- Tablica 4.HNL - Istok  Arhivirana inačica izvorne stranice od 8. ožujka 2010. (Wayback Machine)
- II. Kvalitetna liga mladeži Juniori - Os-Vin  Arhivirana inačica izvorne stranice od 18. ožujka 2011. (Wayback Machine)
- II. Kvalitetna liga mladeži Kadeti - Os-Vin  Arhivirana inačica izvorne stranice od 14. listopada 2011. (Wayback Machine)
- Tablica II. Kvalitetna liga mladeži Osijek-Vinkovci - Pioniri stariji  Arhivirana inačica izvorne stranice od 23. travnja 2009. (Wayback Machine)
- Tablica II. Kvalitetne lige mladeži Osijek-Vinkovci - Pioniri mlađi  Arhivirana inačica izvorne stranice od 27. rujna 2010. (Wayback Machine)
- ŽNS Vukovarski-srijemski  Arhivirana inačica izvorne stranice od 1. studenoga 2015. (Wayback Machine)